# Rosario Ramia Figuerola
Rosario Ramia Figuerola (Luco de Bordón, Terol, 17 de desembre de 1915 - l'Hospitalet de Llobregat, 13 d'octubre de 2018) va ser una mestra, infermera, política catalana i regidora municipal de l'Hospitalet de Llobregat. Va ser la primera regidora que va ocupar responsabilitats de govern a l'Ajuntament de l'Hospitalet.
Nascuda a Luco de Bordón, Terol, va arribar a Barcelona als quinze anys. Inicialment va estudiar magisteri i en un primer moment va exercir de mestra rural. Es va casar el 1947 amb Emili Huguet Huguet, amb qui va tenir dos fills, Emili i Josep Maria, i una filla, Maria Eugènia. L'any 1982 es jubila i se centra en l'atenció del seu marit que va morir al cap de tres anys.
En acabar la Guerra Civil, no va poder dedicar-se a l'ensenyament a l'escola pública a la plaça obtinguda durant la República i va decidir dedicar-se a l'ensenyament privat. Va fer el Servei Social a la Creu Roja de l'Hospitalet on decideix quedar-se. Hi du a terme una important tasca social, exercint d'administradora del dispensari del carrer Progrés. Més endavant va iniciar estudis d'infermeria i practicant. Va exercir la professió al dispensari de la Creu Roja.
Durant tota la seva vida va col·laborar en diferents projectes de voluntariat amb la Creu Roja de l'Hospitalet. En l'àmbit de l'educació privada l'any 1956 funda l'escola Liceo Pedagógico al barri hospitalenc de Collblanc, centre educatiu que es va dedicar a l'ensenyament primari, secundari, batxillerat i estudis comercials, i més endavant a estudis de formació professional. L'any 1968 va fundar el Parvulari Montserrat, llar d'infants privada privada dedicada a la cura d'infants situada al barri de les Corts, de Barcelona. Amb relació a la professió d'infermeria el 1968 va guanyar la plaça de "practicante del Seguro Social de Enfermedad" convocada per l'Instituto Nacional de Previsión, professió que va exercir fins a la seva jubilació.
El 7 d'abril de 1971 es va convertir en la primera dona que va ocupar un càrrec en el govern municipal de l'Ajuntament de l'Hospitalet, com a tinenta d'alcalde de Sanitat i Assistència Social i fins al 1979. Va ocupar inicialment aquesta responsabilitat essent alcalde José Matias de España Muntadas, posteriorment Vicenç Capdevila Cardona i, finalment, Joan Perelló Masllorens. La seva acció de govern al capdavant de la responsabilitat de Sanitat i Assistència Social va erradicar el barraquisme a la ciutat, a la zona de Can Pi, amb la urbanització de les noves construccions d'habitatges al barri del Gornal. També va engegar una campanya de vacunació massiva contra el còlera als barris més deprimits i va organitzar programes d'integració de la població gitana, amb la participació de Juan de Dios Ramírez Heredia. Va inaugurar l'Hospital de Bellvitge i l'Hospital de la Creu Roja de l'Hospitalet i durant la seva gestió es va posar la primera pedra de l'Hospital Oncològic de l'Hospitalet. Va exercir el càrrec de presidenta d'honor de l'Hospital de la Creu Roja de l'Hospitalet mentre va exercir el càrrec de regidora a l'Ajuntament de l'Hospitalet de Llobregat.
El 2013 va rebre el reconeixement de l'Ajuntament de l'Hospitalet i de la Creu Roja de l'Hospitalet amb el premi a tota una vida dedicada a la institució. El 2015 la Creu Roja de l'Hospitalet va reconèixer la seva trajectòria a l'entitat hospitalenca durant tota la seva vida, ja que en va ser sòcia des de 1937. El 2018, pocs dies abans de la seva mort, va rebre, als 102 anys, el reconeixement de la ciutat a les persones que superen els 100 anys, de mans de l'alcaldessa Núria Marín.